# شاهنشاه الثاني زكاريان
شاهنشاه الثاني زاكاريان كان عضوًا في السلالة الزكاريدية [الإنجليزية]
 الأرمنية، ومسؤولًا في محكمة مملكة جورجيا [الإنجليزية]
، وشغل منصب أميرباسالار [الإنجليزية]
 (القائد العام) وأتابك (الحاكم العام) لجورجيا.

## السيرة
كان ابن إيفان الثاني زاكاريان [الإنجليزية]
 وحفيد شاهنشاه زاكاريان [الإنجليزية]
، وكان أحد المشاركين النشطين في الأحداث السياسية في ذلك الوقت. كان رسولًا إلى بيكا الأول جاكلي [الإنجليزية]
، حتى يتمكن من إرسال الأمير جورج (جورج الخامس الجورجي [الإنجليزية]
 في المستقبل) ليتم تربيته معه. يذكر المؤرخون أن شاهنشاه كان أحد أعضاء الحملة العقابية المغولية ضد الملك داود الثامن [الإنجليزية]
.